# 鈴木斌 (言語学者)
鈴木 斌（すずき たけし、1932年10月9日 - 2005年1月4日）は、ウルドゥー語を専門のフィールドにした日本の学者（言語学、文学）、翻訳家である。
東京府生まれ。1956年東京外国語大学インド・パーキスターン語科卒業、1958年東京都立大学 (1949-2011)大学院修士課程修了、1963年東京外国語大学講師、助教授、教授、1996年定年退官、名誉教授。1971年印度学仏教学会賞受賞。

## 著書
- 『基礎ウルドゥー語』大学書林、1981年。
- 『基礎ウルドゥー語読本』大学書林、1986年。
- 『ウルドゥー語文法の要点』大学書林、1996年。

### 共編・編
- 『ウルドゥー語基礎会話』編 泰流社、1976年。
- 『ウルドゥー語会話練習帳』編 大学書林、1978年。
- 『ウルドゥー語基礎1500語』編 大学書林、1978年[2]。
- 『ウルドゥー語常用6000語』麻田豊共編、大学書林、1979年[2]。
- 『実用ウルドゥー語会話』ムハンマド・ライース・アラヴィー共著、大学書林、1987年。
- 『日本語ウルドゥー語小辞典』麻田豊共編、大学書林、1992年。

### 翻訳
- アフマド・ナディーム・カースミー『パルメーシャル・スィング カースミー短編集』編訳、大同生命国際文化基金〈アジアの現代文芸. パキスタン〉、1987年。
- サアーダット・ハサン・マントー『黒いシャルワール マントー短編集』片岡弘次共編訳、大同生命国際文化基金〈アジアの現代文芸. パキスタン〉、1988年。
- アフマド・ナディーム・カースミー『静寂 カースミー短編集』編訳、大同生命国際文化基金〈アジアの現代文芸. パキスタン〉、1988年。
- サアーダット・ハサン・マントー『グルムク・スィングの遺言 マントー短編集』片岡弘次共編訳、大同生命国際文化基金〈アジアの現代文芸. パキスタン〉、1990年。
- ハディージャ・マストゥール『ダーダーと呼ばれた女 K.マストゥール短編集』編訳、大同生命国際文化基金〈アジアの現代文芸. パキスタン〉、1992年。
- 『百葉花（1-3）』ムハンマド・ライース共編訳、大同生命国際文化基金、1991年-1994年。- 萬葉集のウルドゥー語訳。